# Tsubaki Chinzan

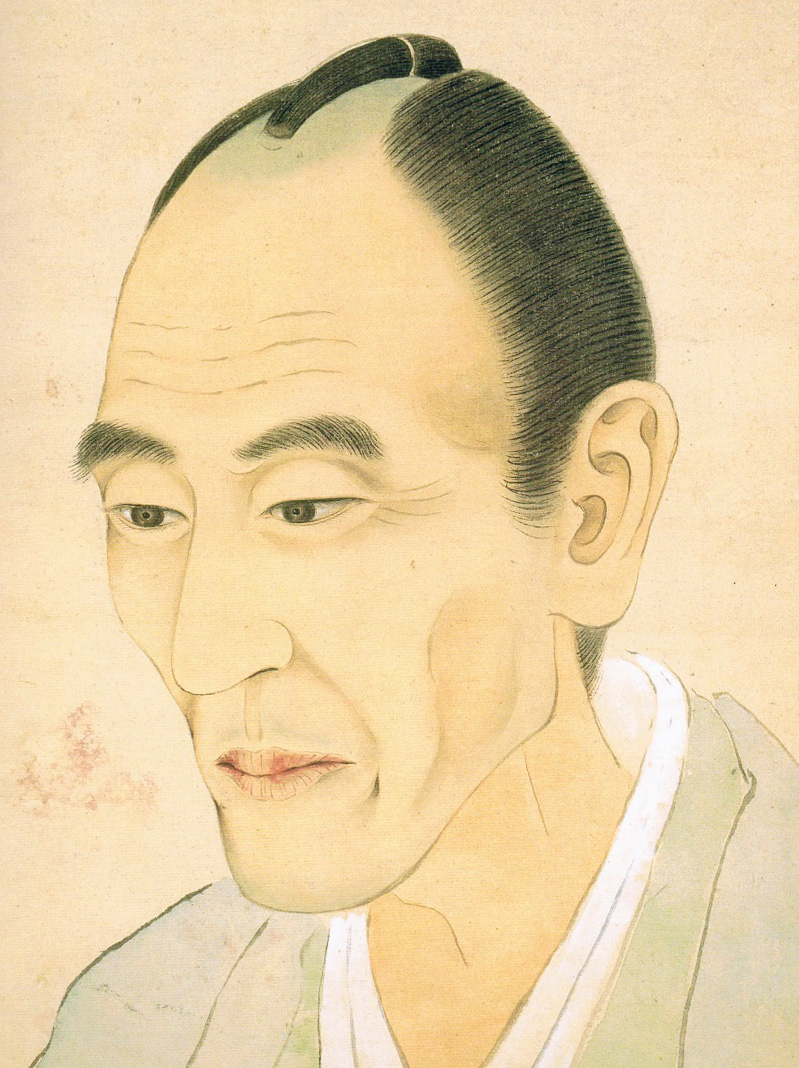
Chinzan, Selbstporträt

Tsubaki Chinzan (japanisch 椿 椿山, eigentlicher Name Tsubaki Tasuku (椿 弼), weitere Künstlernamen: Hekiin Sambō (壁陰 山房), Kyūan (休庵), Shikyūan (四休庵), Takukadō (琢華堂); geb. 14. Juli 1801 in Edo; gest. 6. August 1854) war ein japanischer Maler der Nanga-Richtung der späten Edo-Zeit.

## Leben und Werk
Tsubaki war der Sohn eines Samurai, der als Mitglied einer Wache (槍組同心, yarigumi dōshin) direkt dem Shogunat unterstand. Er studierte Malerei zuerst unter Kaneko Kinryō (金子 金陵; ?–1817), dann unter Tani Bunchō und schließlich, im Alter von 17 Jahren, unter Watanabe Kazan. Er wurde dessen bester Schüler und selbst nach Kazans Tod Lehrer von Shōka (渡辺 小華; 1835–1887), Kazans zweitem Sohn.
Chinzan malte Porträts seiner Malerfreunde und vieler anderer Personen. Seine Porträts zeigen einen Einfluss der europäischen Malerei, mit der er sich unter Kazan befasst hatte. Seine sonstigen Themen, meistens Blumen, sind ganz in traditionell-japanischer Art gemalt. Im Alter von 50 Jahren gestaltete er noch zwei sechsteilige Stellschirme, einen mit den vier Themen „Orchideen, Bambus, Pflaume und Chrysanthemen“ (四君子図屏風, Shikunshi-zu byōbu) und den Stellschirm mit Orchideen und Bambus, den Ranchiku-Stellschirm (蘭竹図屏風).

## Bilder

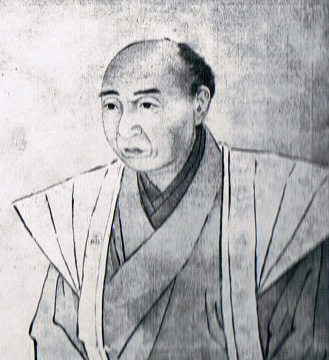
Tachihara Kyōhsho[A 1]
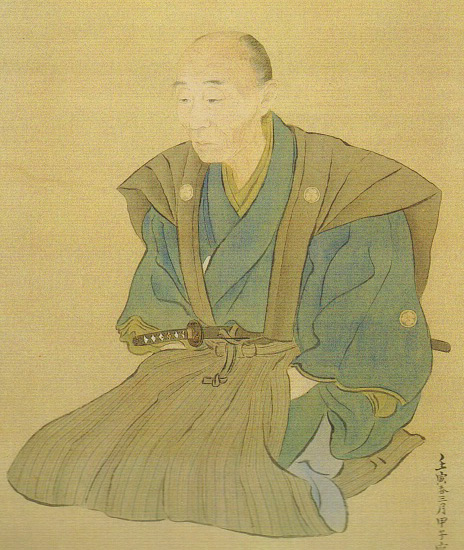
Nakano Sukenobu[A 2]
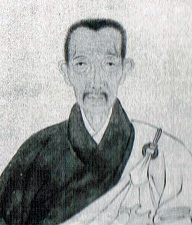
Tōkō Shinetsu[A 3]
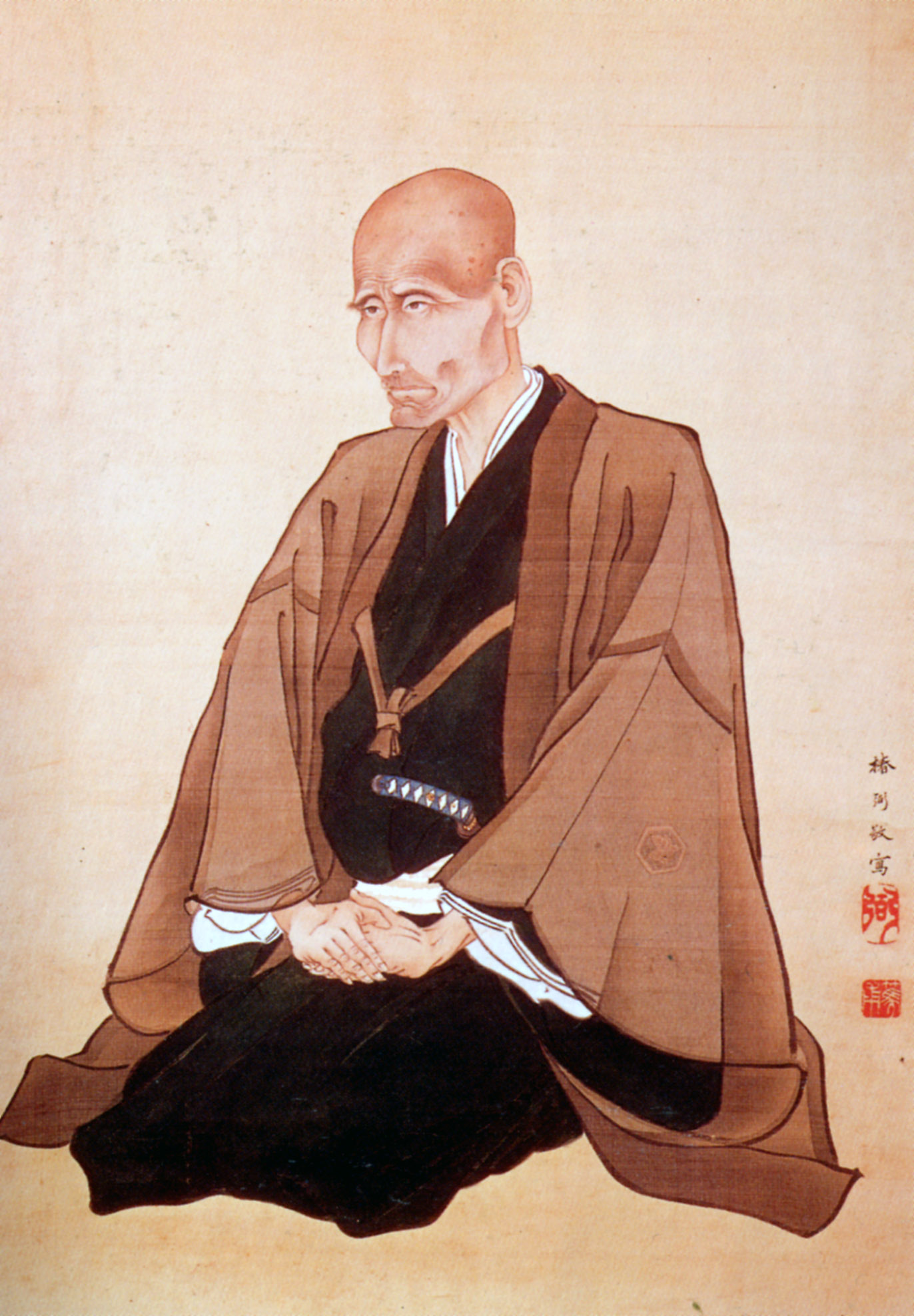
Takano Chōei[A 4]
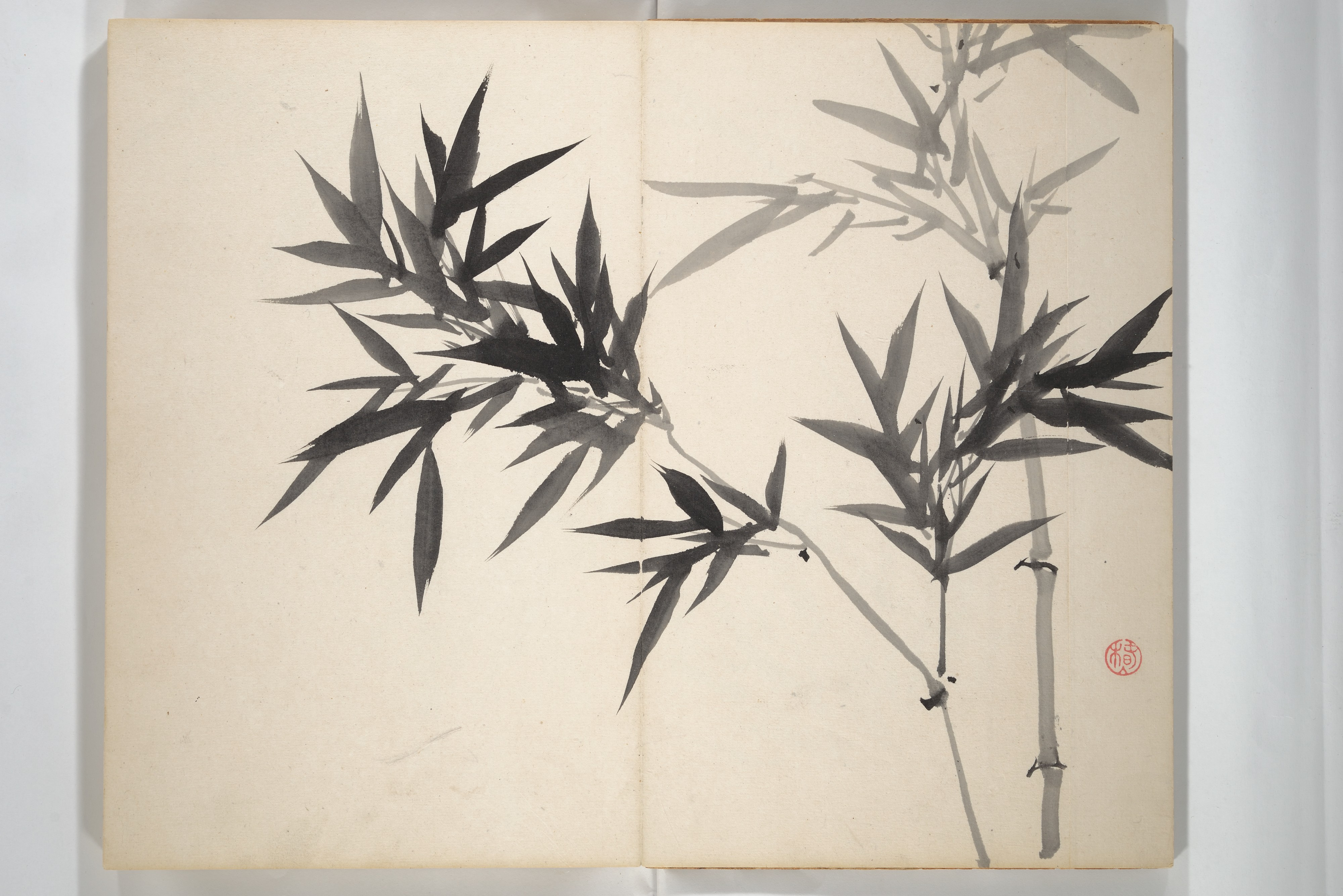
Blatt aus einem Bilderalbum Tsubakis
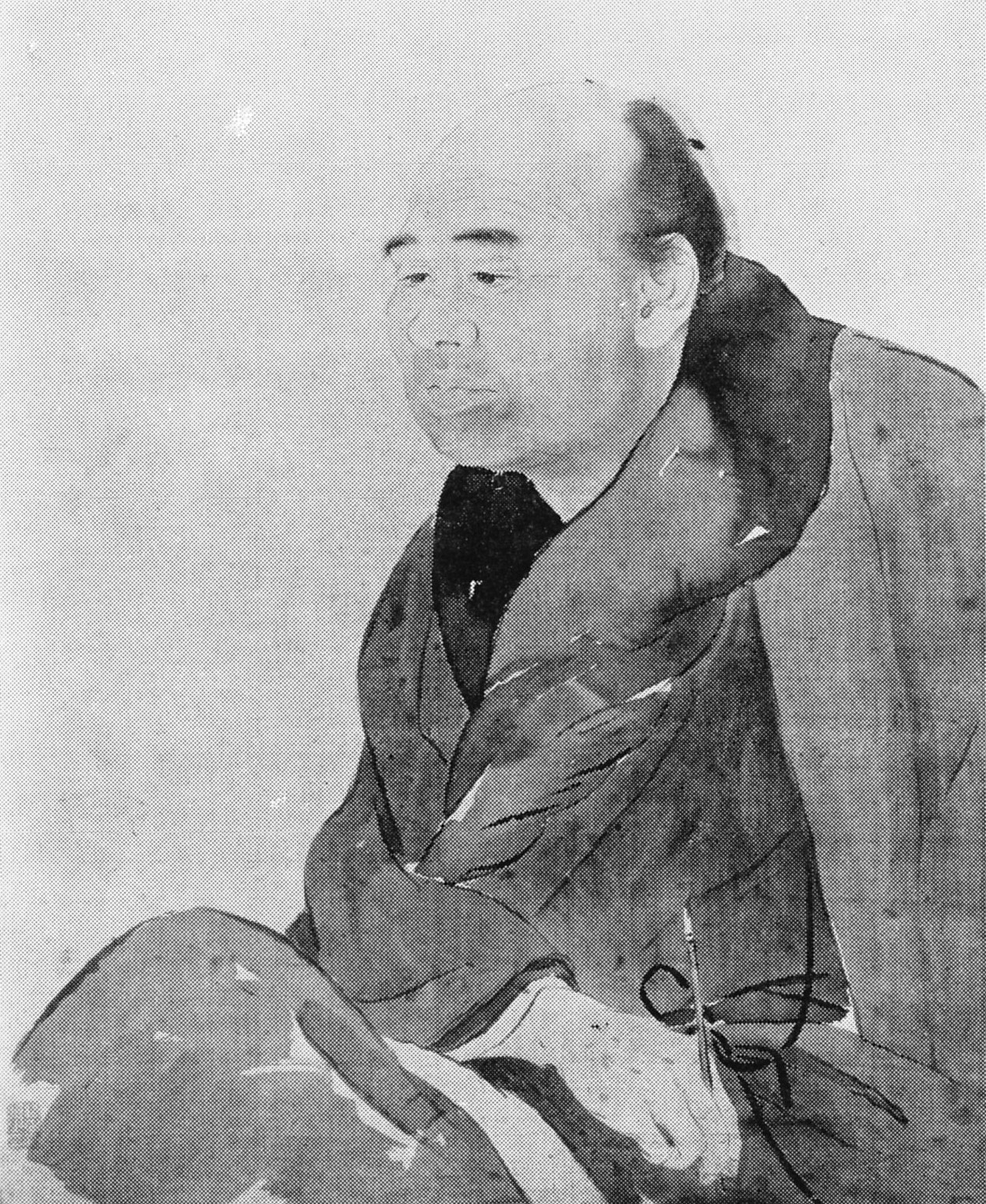
Chinzan, gemalt von Takaku Aigai[A 5]